# Championnat du Paraguay de football 2007
Navigation
Saison précédente Tournoi suivant
La saison 2007 du Championnat du Paraguay de football est la quatre-vingt-dix-septième édition de la Primera División, le championnat de première division au Paraguay. Les douze meilleurs clubs du pays disputent la compétition, qui est scindé en deux tournois saisonniers, Ouverture et Clôture. Ces tournois se disputent sous forme d'une poule unique où chaque équipe rencontre deux fois ses adversaires. Le titre national se joue entre les vainqueurs des deux tournois.
C'est le Club Libertad, tenant du titre, qui est à nouveau sacré champion cette saison après avoir remporté le tournoi Clôture puis battu le Club Sportivo Luqueño, vainqueur du tournoi Ouverture, lors de la finale nationale. C'est le douzième titre de champion du Paraguay de l’histoire du club.
Ce championnat est le dernier à être organisé sur une année civile. À partir de la saison suivante, le système de tournois semestriels décernera deux titres de champion par an.

## Les clubs participants
| - Club Guaraní - Cerro Porteño - Tacuary FC - Club Olimpia - Club Atlético 3 de Febrero - Club 2 de Mayo | - Club Sol de América - Promu de División Intermedia - Club Sportivo Luqueño - Club Libertad - Club Sportivo Trinidense - Promu de División Intermedia - Club Nacional - 12 de Octubre FC |

## Compétition
Le barème utilisé pour établir l’ensemble des classements est le suivant :
- Victoire : 3 points
- Match nul : 1 point
- Défaite : 0 point

### Tournoi Ouverture

#### Classement
| Rang | Équipe                     | Pts | J  | G  | N | P  | Bp | Bc | Diff |
| ---- | -------------------------- | --- | -- | -- | - | -- | -- | -- | ---- |
| 1    | Club Sportivo Luqueño      | 47  | 22 | 14 | 5 | 3  | 45 | 22 | +23  |
| 2    | Cerro Porteño              | 43  | 22 | 13 | 4 | 5  | 42 | 18 | +24  |
| 3    | Club Libertad              | 40  | 22 | 11 | 7 | 4  | 30 | 16 | +14  |
| 4    | Club Olimpia               | 38  | 22 | 10 | 8 | 4  | 29 | 21 | +8   |
| 5    | Club Atlético 3 de Febrero | 30  | 22 | 8  | 6 | 8  | 23 | 25 | -2   |
| 6    | Club Nacional              | 26  | 22 | 6  | 8 | 8  | 25 | 23 | +2   |
| 7    | Tacuary FC                 | 26  | 22 | 7  | 5 | 10 | 20 | 32 | -12  |
| 8    | Club Sportivo TrinidenseP  | 24  | 22 | 6  | 6 | 10 | 24 | 39 | -15  |
| 9    | Club Sol de AméricaP       | 23  | 22 | 5  | 8 | 9  | 19 | 29 | -10  |
| 10   | 12 de Octubre FC           | 23  | 22 | 6  | 5 | 11 | 27 | 38 | -11  |
| 11   | Club 2 de Mayo             | 21  | 22 | 4  | 9 | 9  | 24 | 32 | -8   |
| 12   | Club Guaraní               | 16  | 22 | 3  | 7 | 12 | 26 | 39 | -13  |

|  | Qualification pour la Copa Libertadores 2008         |
|  | T : Tenant du titre P : Promu de División Intermedia |

### Tournoi Clôture
| Rang | Équipe                     | Pts | J  | G  | N | P  | Bp | Bc | Diff |
| ---- | -------------------------- | --- | -- | -- | - | -- | -- | -- | ---- |
| 1    | Club LibertadT             | 55  | 22 | 17 | 4 | 1  | 36 | 14 | +22  |
| 2    | Cerro Porteño              | 49  | 22 | 15 | 4 | 3  | 52 | 21 | +31  |
| 3    | Club Olimpia               | 38  | 22 | 11 | 5 | 6  | 33 | 23 | +10  |
| 4    | Club Sol de AméricaP       | 34  | 22 | 9  | 7 | 6  | 32 | 24 | +8   |
| 5    | Club Nacional              | 34  | 22 | 9  | 7 | 6  | 37 | 30 | +7   |
| 6    | 12 de Octubre FC           | 26  | 22 | 7  | 5 | 10 | 23 | 29 | -6   |
| 7    | Club Guaraní               | 25  | 22 | 6  | 7 | 9  | 24 | 27 | -3   |
| 8    | Tacuary FC                 | 25  | 22 | 6  | 7 | 9  | 25 | 29 | -4   |
| 9    | Club Sportivo TrinidenseP  | 24  | 22 | 5  | 9 | 8  | 15 | 18 | -3   |
| 10   | Club Sportivo Luqueño      | 19  | 22 | 5  | 4 | 13 | 24 | 41 | -17  |
| 11   | Club Atlético 3 de Febrero | 19  | 22 | 5  | 4 | 13 | 21 | 41 | -20  |
| 12   | Club 2 de Mayo             | 13  | 22 | 2  | 7 | 13 | 16 | 41 | -25  |

|  | Qualification pour la Copa Libertadores 2008         |
|  | T : Tenant du titre P : Promu de División Intermedia |

### Finale nationale
| Équipe 1              | Résultat | Équipe 2      | Aller | Retour |
| --------------------- | -------- | ------------- | ----- | ------ |
| Club Sportivo Luqueño | 1 - 3    | Club Libertad | 1 - 1 | 0 - 2  |

- En remportant le titre, Club Libertad obtient du même coup son billet pour la Copa Sudamericana 2008.

### Classements cumulés
Le classement cumulé des deux tournois détermine le troisième club qualifié pour la Copa Libertadores et le second club engagé en Copa Sudamericana. Pour la relégation (directe et le barrage), c'est le classement sur les trois dernières saisons qui est utilisé.
| Rang | Équipe                     | Pts | J  | G  | N  | P  | Bp | Bc | Diff |
| ---- | -------------------------- | --- | -- | -- | -- | -- | -- | -- | ---- |
| 1    | Club LibertadT Clo         | 95  | 44 | 28 | 11 | 5  | 66 | 30 | +36  |
| 2    | Cerro Porteño              | 92  | 44 | 28 | 8  | 8  | 94 | 39 | +55  |
| 3    | Club Olimpia               | 76  | 44 | 21 | 13 | 10 | 62 | 44 | +18  |
| 4    | Club Sportivo LuqueñoOuv   | 66  | 44 | 19 | 9  | 16 | 69 | 63 | +6   |
| 5    | Club Nacional              | 60  | 44 | 15 | 15 | 14 | 62 | 53 | +9   |
| 6    | Club Sol de AméricaP       | 57  | 44 | 14 | 15 | 15 | 51 | 53 | -2   |
| 7    | Tacuary FC                 | 51  | 44 | 13 | 12 | 19 | 45 | 61 | -16  |
| 8    | 12 de Octubre FC           | 49  | 44 | 13 | 10 | 21 | 50 | 67 | -17  |
| 9    | Club Atlético 3 de Febrero | 49  | 44 | 13 | 10 | 21 | 44 | 66 | -22  |
| 10   | Club Sportivo TrinidenseP  | 48  | 44 | 11 | 15 | 18 | 39 | 57 | -18  |
| 11   | Club Guaraní               | 41  | 22 | 9  | 14 | 21 | 50 | 66 | -16  |
| 12   | Club 2 de Mayo             | 34  | 22 | 6  | 16 | 22 | 40 | 73 | -33  |

|  | Qualification pour la Copa Libertadores 2008                                                                                 |
|  | Qualification pour la Copa Sudamericana 2008                                                                                 |
|  | Participation au barrage de promotion-relégation                                                                             |
|  | Relégation directe en División Intermedia                                                                                    |
|  | T : Tenant du titre Ouv : Vainqueur du tournoi Ouverture Clo : Vainqueur du tournoi Clôture P : Promu de División Intermedia |

| Rang | Équipe                     | Pts   | J   | G | N | P | Bp | Bc | Diff |
| ---- | -------------------------- | ----- | --- | - | - | - | -- | -- | ---- |
| 1    | Cerro Porteño              | 2.133 | 120 |   |   |   |    |    |      |
| 2    | Club Libertad              | 1.908 | 120 |   |   |   |    |    |      |
| 3    | Club Nacional              | 1.417 | 120 |   |   |   |    |    |      |
| 4    | Club Olimpia               | 1.417 | 120 |   |   |   |    |    |      |
| 5    | Club Sportivo Luqueño      | 1.367 | 120 |   |   |   |    |    |      |
| 6    | Tacuary FC                 | 1.367 | 120 |   |   |   |    |    |      |
| 7    | Club Sol de AméricaP       | 1.295 | 44  |   |   |   |    |    |      |
| 8    | Club Atlético 3 de Febrero | 1.175 | 120 |   |   |   |    |    |      |
| 9    | Club Guaraní               | 1.117 | 120 |   |   |   |    |    |      |
| 10   | Club 2 de Mayo             | 1.095 | 84  |   |   |   |    |    |      |
| 11   | 12 de Octubre FC           | 1.092 | 120 |   |   |   |    |    |      |
| 12   | Club Sportivo TrinidenseP  | 1.091 | 44  |   |   |   |    |    |      |

### Barrage de promotion-relégation
| Équipe 1               | Résultat | Équipe 2         | Aller | Retour |
| ---------------------- | -------- | ---------------- | ----- | ------ |
| Club General Díaz (D2) | 4 - 5    | 12 de Octubre FC | 2 - 1 | 2 - 4  |

- Les deux formations se maintiennent au sein de leur championnat respectif.

## Bilan de la saison
| Championnat du Paraguay de football 2007 |                           |
| Champion                                 | Club Libertad (12e titre) |
| Qualifications continentales             |                           |
| Copa Libertadores 2008                   | Club Libertad             |
| Copa Libertadores 2008                   | Club Sportivo Luqueño     |
| Copa Libertadores 2008                   | Cerro Porteño             |
| Copa Sudamericana 2008                   | Club Libertad             |
| Copa Sudamericana 2008                   | Club Olimpia              |
| Promotions et relégations                |                           |
| Promus en Primera División               | Club Silvio Pettirossi    |
| Relégués en División Intermedia          | Club Sportivo Trinidense  |